# Theater Owners Booking Association
Theater Owners Booking Association, kortweg T.O.B.A., was een Amerikaanse organisatie van vaudevilletheaters in het begin van de 20ste eeuw. De (blanke) eigenaren van deze theaters werkten hierin samen bij het boeken van 'zwarte' jazz- en bluesmusici en -zangers, komieken en andere artiesten voor hun shows voor Afro-Amerikaanse ('zwarte') publieken. De organisatie begon in 1909 met 31 theaters. Op het hoogtepunt, in de jaren twintig, namen meer dan honderd theaters deel.
De organisatie boekte alleen 'zwarte' artiesten in theaters tussen Oklahoma en de oostkust.  T.O.B.A.-theaters ten zuiden van de Mason-Dixon-lijn waren de enige theaters, die zich richtten op het 'zwarte' publiek. T.O.B.A. betaalde minder goed dan theaters in het blanke vaudeville-circuit en de voorzieningen waren minder. De artiesten spraken dan ook over bijvoorbeeld Tough On Black Artists. Belangrijke theaters in Harlem, Philadelphia en Washington D.C. deden niet mee, maar deden de boekingen zelf: T.O.B.A. had minder prestige. Musici en artiesten die door T.O.B.A. werden geboekt waren onder meer Ethel Waters, Ma Rainey, Bessie Smith, Duke Ellington, Louis Armstrong, Fletcher Henderson, Fats Waller, Count Basie, Cab Calloway, Chick Webb en Josephine Baker. Tijdens de Grote Depressie werd vaudeville (van alle kleuren) minder populair en taande de populariteit van T.O.B.A..